# Jan II de Krankzinnige
Jan II de Krankzinnige ook bekend als de Slechte, de Wilde of de Wrede (16 april 1435 - Wohlau, 22 september 1504) was van 1439 tot 1449, van 1461 tot 1468 en voor korte tijd in 1472 hertog van Sagan, van 1439 tot 1472 hertog van Priebus en van 1476 tot 1488 hertog van Glogau. Hij behoorde tot de Silezische tak van het huis Piasten.

## Levensloop
Jan II was de vierde en jongste zoon van hertog Jan I van Sagan en diens echtgenote Scholastica van Saksen, dochter van keurvorst Rudolf III van Saksen.
Na het overlijden van zijn vader in 1439 erfden Jan II en zijn oudere broers Balthasar, Rudolf en Wenceslaus de hertogdommen Sagan en Priebus. Omdat Jan II en Wenceslaus nog minderjarig waren, werden ze onder het regentschap van Balthasar en Rudolf geplaatst. Toen de twee jongste broers volwassen werden verklaard, verdeelden de vier broers in 1449 hun gezamenlijke domeinen: Balthasar en Rudolf kregen het hertogdom Sagan, het hertogdom Priebus ging naar Wenceslaus en Jan II. Wenceslaus was echter mentaal ziek, waardoor Jan II eigenlijk de volledige soevereiniteit over het hertogdom Priebus uitoefende.
De ambitieuze Jan was echter ontevreden met het kleine hertogdom Priebus en eiste daarom in 1450 een herziening van het verdelingsverdrag. Uiteindelijk werd het conflict tussen Jan en zijn broers Balthasar en Rudolf in 1453 opgelost door de bemiddeling van keurvorst Frederik II van Saksen. Toen Rudolf in 1454 stierf en Balthasar zich op dat moment in Pruisen bevond, maakte Jan II hiervan gebruik om zich tot gouverneur van het hertogdom Sagan te laten benoemen. Ook dwong hij de Staten om een eed van trouw aan hem af te leggen, die opgeheven werd toen Balthasar in 1458 terugkwam. 
In 1461 herrees het conflict tussen Balthasar en Jan II opnieuw toen Jan met de hulp van de troepen van de Boheemse koning George van Podiebrad het hertogdom Sagan binnenviel. Balthasar werd vervolgens afgezet en in ballingschap gestuurd, waarna Jan II hertog van Sagan werd. Hetzelfde jaar overleed zijn moeder Scholastica, waarna hij bovendien het district Naumburg am Bober erfde. In 1468 verloor Jan II het hertogdom Sagan toen Balthasar er met de hulp van hertog Hendrik XI van Glogau in slaagde om het hertogdom opnieuw te bemachtigen. 
Jan was vastbesloten om het hertogdom Sagan te heroveren en met de hulp van de Boheemse koning Matthias Corvinus slaagde hij hierin in 1472. Zijn broer Balthasar werd vervolgens afgezet en gevangengezet in de toren van het kasteel van Priebus, waar hij korte tijd later stierf, vermoedelijk omdat Jan II hem liet verhongeren. Jan II was vervolgens enkele maanden hertog van Sagan, totdat hij in december 1472 de hertogdommen Sagan en Priebus onverwacht verkocht aan hertogen Ernst en Albrecht van Saksen.
In 1476 overleed zijn neef, hertog Hendrik XI van Glogau, zonder nakomelingen na te laten. Hendrik XI liet het hertogdom met de toestemming van haar familie na aan zijn jonge weduwe Barbara van Brandenburg, dochter van keurvorst Albrecht Achilles van Brandenburg. Als dichtste mannelijke aanverwante eiste Jan II echter het hertogdom Glogau op en weigerde hij om de laatste wil van zijn neef te erkennen. Hij moest hiervoor niet alleen opboksen tegen de claims van keurvorst Albrecht Achilles van Brandenburg, maar ook tegen de claims van de Boheemse koning Matthias Corvinus en de Poolse koning Casimir IV Jagiello. Er kwam vervolgens een oorlog die tot in september 1482 duurde, toen er een vredesverdrag werd afgesloten waarin Jan II het hertogdom Glogau mocht behouden. De noordelijke gebieden van Glogau moest hij echter afstaan aan het keurvorstendom Brandenburg. In een verdrag met Matthias Corvinus werd echter afgesproken dat Jan II het hertogdom Glogau mocht behouden tot aan zijn dood, waarna Glogau naar Matthias Corvinus en zijn nakomelingen zou gaan.
Hoewel Jan II nu het hertogdom Glogau in handen had, werden zijn ambities nog hoger en het kwam zelfs tot oorlog tussen Jan II en Matthias Corvinus. De hertog van Glogau was namelijk een bondgenoot geworden van Hendrik I van Podiebrad, zoon van de vroegere Boheemse koning George van Podiebrad en hertog van Oels, en als onderdeel van deze alliantie had Jan drie van zijn dochters uitgehuwelijkt aan de drie zonen van Hendrik. Toen Jan II had verklaard dat na zijn dood het hertogdom Glogau naar zijn drie schoonzonen zou gaan, verklaarde Matthias Corvinus de oorlog aan Jan. Hij wilde daarop zijn onderdanen dwingen om trouw te zweren aan hun toekomstige heersers, wat echter hevig verzet veroorzaakte. In mei 1488 begon de troepen van Matthias Corvinus aan het beleg van Glogau, dat in november 1488 ten einde kwam toen Jan II zich overgaf. Hij werd vervolgens afgezet als hertog van Glogau en gaf zijn claims op Glogau op voor een bedrag van 20.000 gulden.
De volgende jaren probeerde Jan II tevergeefs om een domein te vinden in Silezië waar hij de rest van zijn turbulente leven kon blijven. Zonder veel succes eiste hij het district Steinau op en hij probeerde zelfs tevergeefs om terug te keren als hertog van Glogau. Uiteindelijk kreeg hij in 1497 van Hendrik I van Podiebrad de stad Wohlau toegewezen, waar Jan II in september 1504 stierf. Hij werd begraven in de plaatselijke parochiekerk.

## Huwelijk en nakomelingen
In 1462 huwde Jan met Catharina (1443-1505), dochter van hertog Willem van Troppau. Ze kregen volgende kinderen:
- Margaretha (1465-1502), huwde in 1484 met Miklós Bánffy de Limbow en daarna met Jan Hampó
- Salomea (1475-1514), huwde in 1487 met hertog Albrecht van Podiebrad van Münsterberg-Oels en in 1512 met baron Jan IV van Kurzbach van Trachenberg-Militsch
- Hedwig (1476-1524), huwde in 1489 met hertog George van Podiebrad van Münsterberg-Oels en in 1503 met baron Sigismund van Wartenberg
- Anna (1480-1541), huwde in 1495 met hertog Karel van Podiebrad van Münsterberg-Oels
- Barbara (1481-1539), abdis in het Sint-Claraklooster van Strzelin